# كتبة

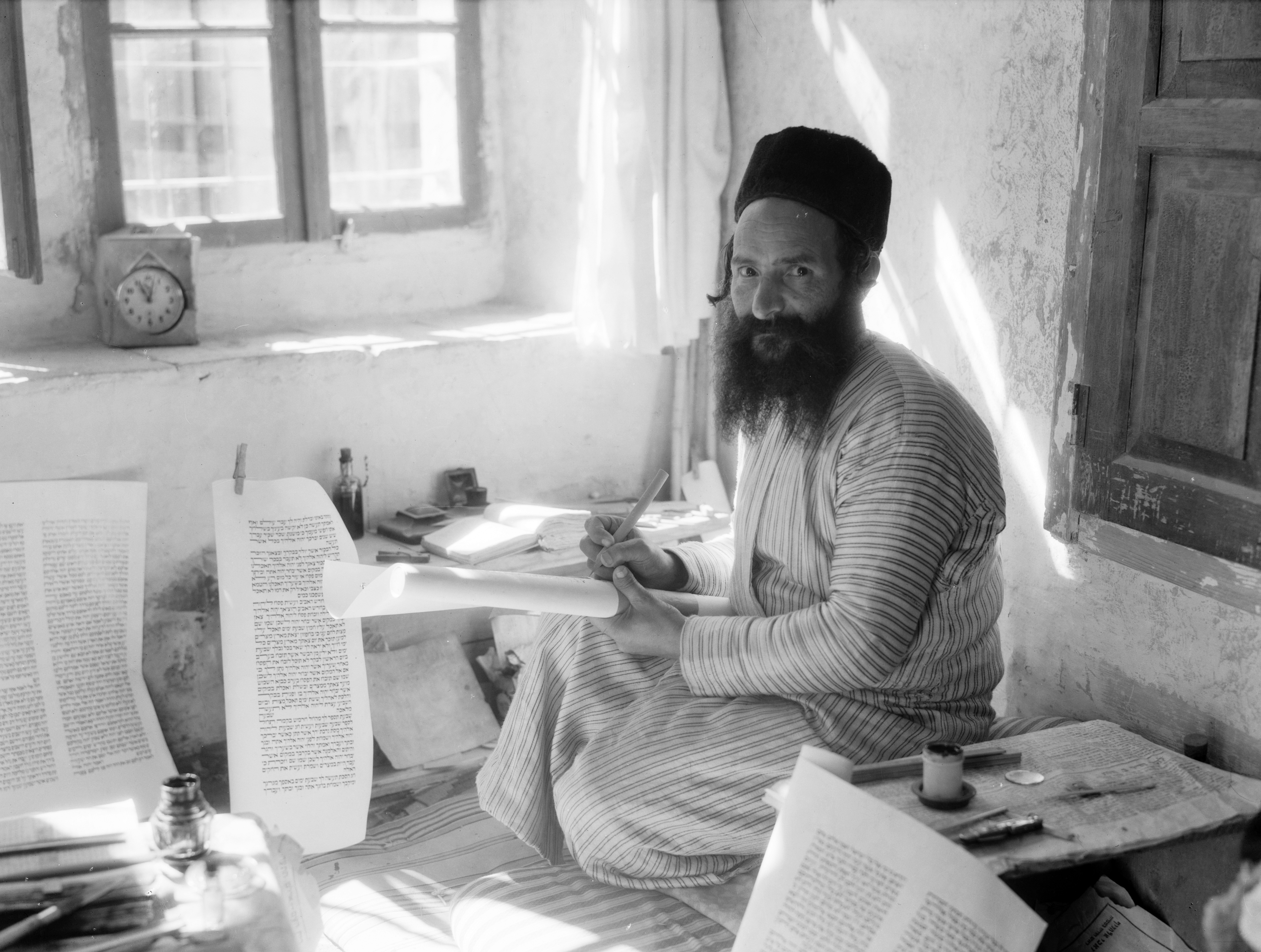

الكتبة إحدى الجماعات الدينية التابعة للفريسيين نشطت خلال القرن الأول ومفردها كاتب، دعيت بهذا الاسم لأن أعضائها كانوا ينسخون التوراة ومن ثم يقومون بتفسيرها فهم المفسرون المحترفون للشريعة، وقد عرف عنهم كونهم متشديين في الأمور الدينية وحفظ التقاليد وابتداع وصايا جديدة، كانوا يلقبون في المجتمع بمعلم والتي تعني في اللغة العبرية، رابي، لكونهم معلمي الشريعة في المجامع، وقد اصطدموا مع يسوع المسيح الذي قرعهم لتشددهم وتمسكهم بالألفاظ.
يرد ذكرهم أيضًا في متى 29/27 و مرقس 6/2، ولاتزال جماعات الكتبة ناشطة حتى اليوم.